# 큐빅 지르코니아

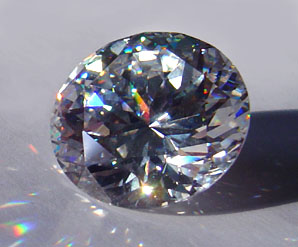
브릴리언트 컷의 큐빅 지르코니아.

큐빅 지르코니아(영어: cubic zirconia)는 산화 지르코늄으로, 자연에는 드물지만 모조 다이아몬드로서 널리 합성되는 광물이다.
큐빅 지르코니아는 싸고 오래가며 다이아몬드와 비슷하기 때문에 1976년부터 중요한 모조 다이아몬드로 쓰이기 시작했다.

## 같이 보기
- 다이아몬드
- 모조 다이아몬드
- 이트리아 안정화 지르코니아